# Zelo (cantante)
Choi Jun-hong (hangul: 최준홍 (); Mokpo, Jeolla del Sur, 15 de octubre de 1996), más conocido por su nombre artístico Zelo, es un rapero y cantante surcoreano, conocido por ser exmiembro del grupo masculino surcoreano B.A.P. Hizo su debut con el sencillo "Never Give Up", bajo la subunidad de B.A.P Bang&Zelo, en noviembre de 2011. Dejó TS Entertainment en diciembre de 2018.

## Biografía
Zelo nació el 15 de octubre de 1996 en Mokpo, Jeolla del Sur, Corea del Sur. Tiene un hermano mayor. Aspiraba a ser jugador de fútbol cuando era joven, pero luego cambió su sueño para convertirse en cantante cuando empezó a interesarle en la música. Comenzó a practicar beatboxing y a bailar en casa. En quinto grado, Zelo se presentó a Joy Dance - Plug In Music Academy, ubicada en Gwangju, que es una academia de música muy conocida. Hizo audiciones para varias compañías discográficas, pero generalmente no tuvo éxito porque era demasiado joven. Finalmente fue aceptado como aprendiz en TS Entertainment. Se graduó de la Escuela de Artes Escénicas de Seúl en 2015.

## Carrera

### Inicios de  su carrera y B.A.P
Zelo colaboró por primera vez con Bang Yong-guk en la subunidad Bang&Zelo. La pareja lanzó "Never Give Up" el 2 de diciembre de 2011. Zelo fue revelado como miembro del grupo masculino B.A.P el 17 de enero de 2012, donde se desempeñaba como rapero. El grupo debutó nueve días después con su álbum sencillo Warrior. En noviembre de 2014, el grupo presentó una demanda contra su agencia. Los integrantes pidieron la anulación del contrato con la empresa alegando “condiciones de trabajo injustas y pésima distribución de ganancias”. En agosto del año siguiente, las dos partes finalmente llegaron a un acuerdo y B.A.P reanudó sus actividades bajo TS Entertainment. Tras la expiración de su contrato con TS Entertainment el 2 de diciembre de 2018, Zelo y su compañero de grupo Yongguk decidieron no renovar el contrato con la empresa. Se separaron oficialmente del grupo el 24 de diciembre, después de terminar la etapa europea de la gira de B.A.P de 2018. Los cuatro miembros restantes abandonaron la compañía en febrero de 2019, lo que llevó a la disolución de B.A.P.

### Carrera en solitario y alistamiento
Zelo firmó un contrato exclusivo con A Entertainment el 11 de enero de 2019. Dos meses después, celebró una reunión de fans en Japón y comenzó a trabajar en un disco en solitario bajo la compañía. Lanzó su miniálbum debut Distance y su sencillo principal "Questions" el 21 de junio. El 21 de agosto, Zelo envió a A Entertainment una carta de rescisión de contrato citando salarios no pagados, pero la agencia no aceptó la rescisión. En una demanda, el Tribunal del Distrito Central de Seúl falló a favor del demandante y certificó la anulación del contrato un año después.
Zelo lanzó el sencillo colaborativo "Shower" con los raperos Lil Oppa y Jvde el 5 de enero de 2020. Lanzó su segundo miniálbum Day2Day y su sencillo principal "She and Malibu" el 18 de abril.
En agosto de 2022, Zelo firmó con Uzurocks.
En 2024, Zelo se alistó en el ejército coreano, dejando dudas sobre sus futuros proyectos y si volverá a unirse a B.A.P en el futuro.

## Arte e influencias
Zelo fue el segundo rapero de B.A.P. Zelo cita a will.i.am y Kanye West como sus mayores inspiraciones. También nombró a 50 Cent y otros raperos como sus influencias musicales.

## Discografía

### Extended plays
| Título                                                                                       | Detalles del álbum | Posiciones más altas en los gráficos | Ventas       |
| Título                                                                                       | Detalles del álbum | COR                                  | Ventas       |
| -------------------------------------------------------------------------------------------- | --- | ------------------------------------ | ------------ |
| Distance                                                                                     | - Fecha de lanzamiento: 21 de junio de 2019 - Etiqueta: A Entertainment, Universal Music - Formatos: CD, descarga digital | 27                                   | - COR: 4,291 |
| Day2Day                                                                                      | - Fecha de lanzamiento: 18 de abril de 2020 - Etiqueta: Stone Music, Genie Music - Formatos: CD, descarga digital         | —                                    | —            |
| Scarecrow                                                                                    | - Fecha de lanzamiento: 15 de septiembre de 2020 - Etiqueta: Stone Music, Genie Music - Formatos: descarga digital        | —                                    | —            |
| "—" denota lanzamientos que no aparecieron en las listas o que no se lanzaron en esa región. | |                                      |              |

### Sencillos

#### Como artista principal
| Título                                                                                       | Año  | Posiciones más altas en los gráficos | Álbum                                         |
| Título                                                                                       | Año  | COR                                  | Álbum                                         |
| -------------------------------------------------------------------------------------------- | ---- | ------------------------------------ | --------------------------------------------- |
| "Never Give Up" (Bang&Zelo feat. Heritage)                                                   | 2011 | 65                                   | Sencillo sin álbum                            |
| "Howler"                                                                                     | 2018 | —                                    | B.A.P Concert Special Solo 'The Recollection' |
| "Questions" (알고싶어 (romanización revisada, Algosipeo)                                     | 2019 | —                                    | Distance                                      |
| "Shower" (샤워 (romanización revisada, Syawo)) (con Lil Oppa y Jvde)                         | 2020 | —                                    | Sencillo sin álbum                            |
| "She and Malibu" (그녀와는 말리부 (romanización revisada, Geunyeowaneun Mallibu)             | 2020 | —                                    | Day2Day                                       |
| "Mi Amor" (미아모르 (romanización revisada, Mi Amoreu)                                       | 2020 | —                                    | Scarecrow                                     |
| "Fault" (티 내줘 (romanización revisada, Ti Naejwo)                                          | 2020 | —                                    | Scarecrow                                     |
| "Why Am I So Lonely"                                                                         | 2020 | —                                    | Scarecrow                                     |
| "Blame" (feat. Jvde Milez)                                                                   | 2020 | —                                    | Sencillos sin álbum                           |
| "On a Roll"                                                                                  | 2021 | —                                    | Sencillos sin álbum                           |
| "Back on the Road"                                                                           | 2021 | —                                    | Sencillos sin álbum                           |
| "Deadline"                                                                                   | 2022 | —                                    | Sencillos sin álbum                           |
| "Smile"                                                                                      | 2022 | —                                    | Sencillos sin álbum                           |
| "Possessed"                                                                                  | 2023 | —                                    | Sencillos sin álbum                           |
| "Sunrise"                                                                                    | 2023 | —                                    | Enough                                        |
| "—" denota lanzamientos que no aparecieron en las listas o que no se lanzaron en esa región. |      |                                      |                                               |

#### Colaboraciones
| Título                                                                                               | Año  | Lanzamiento                                   |
| --- | ---- | --------------------------------------------- |
| "R(x)play" (V-Hawk feat. Zelo)                                                                       | 2015 | Sencillo sin álbum                            |
| "Shadow" (Jung Dae-hyun feat. Zelo)                                                                  | 2017 | Dae Hyun X Jong Up Project Album 'Party Baby' |
| "Stay with Me" (Youngjae feat. Zelo)                                                                 | 2018 | B.A.P Concert Special Solo 'The Recollection' |
| "Annoying" (짜증이 나 (romanización revisada, Jjajeungi Na)) (Jongup feat. Zelo)                     | 2018 | B.A.P Concert Special Solo 'The Recollection' |
| "You, Me and Us" (너와 나 우리 (romanización revisada, Neowa Na Uri)) (Lee Ye-jun con Zelo de B.A.P) | 2019 | Municon Vol.2                                 |

### Apariciones especiales
| Título    | Año  | Otro(s) artista(s) | Lanzamiento  | Ref. |
| --------- | ---- | ------------------ | ------------ | ---- |
| "Vintage" | 2013 | Song Ji-eun        | Hope Torture |      |